# Вале (Клуж)
Вале (рум. Vale) насеље је у Румунији у округу Клуж у општини Алуниш. Oпштина се налази на надморској висини од 391 m.

## Становништво
Према подацима из 2002. године у насељу је живело 168 становника, од којих су сви румунске националности.